# Plurale
Plurale — тридцатый студийный альбом итальянской певицы Мины, выпущенный в 1976 году на лейбле PDU.
Альбом занял лидирующую позицию в еженедельном хит-параде, в годовом же чарте альбом занял десятое место.
В 1977 году альбом получил первый приз на XV премии итальянских музыкальных критиков.
Изначально распространялся как двойной альбом вместе с Singolare, впоследствии они продавались по отдельности.
29 декабря 2021 года вышел эпизод телепрограммы «33 Giri — Italian Masters», который был полностью посвящён альбому Plurale.

## Список композиций
| №  | Название                       | Автор(ы)                       | Длительность |
| -- | ------------------------------ | ------------------------------ | ------------ |
| 1. | «Intro»                        |                                | 2:25         |
| 2. | «Moonlight Serenade»           | Митчел Париш, Гленн Миллер     | 3:53         |
| 3. | «C'è un uomo in mezzo al mare» | Нино Растелли, Дино Оливиери   | 2:26         |
| 4. | «My Love»                      | Линда Маккартни, Пол Маккартни | 4:16         |
| 5. | «Il testamento del capitano»   | Джанни Феррио                  | 3:47         |

| №  | Название               | Автор(ы)                                                                   | Длительность |
| -- | ---------------------- | -------------------------------------------------------------------------- | ------------ |
| 1. | «El porompompero»      | Хосе Антонио Очаита, Ксандро Валерио, Гомес Родригес, Хуан Солано Предреро | 3:11         |
| 2. | «Michelle»             | Джон Леннон, Пол Маккартни                                                 | 5:30         |
| 3. | «Pennsylvania 6-5000»  | Карл Сигман, Джерри Грей                                                   | 2:52         |
| 4. | «Scettico blues»       | Томасо де Филлипис, Дино Рулли                                             | 3:25         |
| 5. | «Mood Indigo»          | Ирвинг Миллс, Дюк Эллингтон, Барни Бигард                                  | 3:12         |
| 6. | «Good Evening Friends» | Джанни Феррио                                                              | 0:08         |

## Чарты
| Чарт (1976-77)           | Высшая позиция |
| ------------------------ | -------------- |
| Италия (Billboard)       | 2              |
| Италия (Musica e dischi) | 1              |

| Чарт (1977)              | Позиция |
| ------------------------ | ------- |
| Италия (Musica e dischi) | 10      |